# Zandra Lundberg
Zandra Caroline Michaela Lundberg, född 29 augusti 1987 i Mariehamn på Åland (Finland), är en åländsk journalist, bloggare och yogalärare.
Hon var under åren 2010 till 2014 en profilerad nöjesreporter och bloggare på Aftonbladet.

## Karriär
Zandra Lundberg inledde sin journalistiska karriär som 16-åring då hon började skriva nöjessidor för Ålandstidningen en gång i veckan. Hon studerade då vid Ålands Lyceum. Efter studentexamen fick hon anställning som nöjesreporter vid Ålandstidningen där hon arbetade fram till 2008 då hon blev chefredaktör på nöjestidningen XIT. I januari 2010 började hon som nöjesreporter på Aftonbladet.
Lundberg har även medverkat i radio och tv. Under 2011 gav hon nöjestips i Vakna med The Voice på fredagar. Hon har även gästat TV4 och Schulman Show ett antal gånger.
Den 9 juni 2012 tilldelades Zandra Lundberg en jubileumsmedalj av Ålands landskapsregering för sina insatser för landskapet Åland.

### Psykisk ohälsa
I januari 2014 berättade Lundberg i Resumé att hon sagt upp sig från sin fasta tjänst på Aftonbladet. Hon avslöjade då att hon drömde om att bli yogalärare. Därefter följde en period av svår depression och anorexi som ledde till självmordsförsök och psykiatrisk vård.

### Scenshow
I november 2017 mottog Zandra Lundberg ett stipendium från Ålands Kulturdelegation för att göra en föreställning om depression. Monologen ”Gå ut och var glad din jävel” hade premiär i Mariehamns stadshus den 28 september 2018. De första sex föreställningarna sålde ut och extraföreställningar sattes in. Showen producerades av den åländske regissören Johan Karrento.